# 穆埃拉斯德洛斯卡瓦列罗斯
穆埃拉斯德洛斯卡瓦列罗斯，是西班牙卡斯蒂利亚-莱昂萨莫拉省的一个市镇。 总面积72平方公里，总人口241人（2001年），人口密度3人/平方公里。